# Danh sách lâu đài Belarus
Đây là danh sách các lâu đài ở Belarus.

## B
- Babruysk fortress
- Brest Fortress, được biết đến với tên Brest-Litovsk fortress

## H
- Hrodna Old Castle
- Hrodna New Castle
- Hnezna Church
- Hajciunishki
- Halshany Castle

## K
- Tower of Kamyanyets
- Kletsk Castle
- Kopys
- Kosava, Belarus
- Kreva Castle

## L
- Liahavichy
- Lida Castle
- Lubcha Castle

## M
- Quần thể lâu đài Mir
- Muravanka Church

## N
- Navahrudak Castle
- Lâu đài Nesvizh

## P
- Pischalauski

## R
- Ruzhany Palace

## S
- Smalyany Castle
- Slutsk Castle
- Shklow Castle
- Synkavichy Castle
- Svislach Castle

## Z
- Zaslawye